# Buteogallus schistaceus
Buteogallus schistaceus е вид птица от семейство Ястребови (Accipitridae).

## Разпространение
Видът е разпространен в Боливия, Бразилия, Венецуела, Еквадор, Колумбия, Перу и Френска Гвиана.